# Тумиати, Франческо
Франче́ско Тумиа́ти (итал. Francesco Tumiati; 25 мая 1921 — 17 мая 1944) — итальянский офицер, танкист, участник Движения Сопротивления в Италии во время Второй мировой войны. Кавалер высшей награды Италии за подвиг на поле боя — золотой медали «За воинскую доблесть» (1944, посмертно).

## Биография
Родился 25 мая 1921 года в коммуне Феррара региона Эмилия-Романья, Королевство Италия, в семье адвоката. Племянник драматурга Доменико, писателя Коррадо и театрального деятеля Гуальтьеро Тумиати. Третий из четырёх сыновей. Вслед за отцом Леопольдом, поступил в местный университет по специальности юриспруденция.
В 1941 году добровольцем вступил в итальянскую армию. Служил в Ливии, после чего в феврале 1942 года вернулся в Италию и окончил кадетскую школу в Болонье. Младший лейтенант Франческо Тумиати направлен в 32-й танковый полк (Кантиано).
Вскоре после того, как правительство Бадольо объявило нейтралитет Италии во Второй мировой войне, младший лейтенант Франческо Тумиати перешёл на сторону сопротивления. Командир партизанского отряда «Pisacane» гарибальдийской бригады «Pesaro». 17 мая 1944 года схвачен во время зачистки, и после безуспешных допросов расстрелян.
Посмертно награждён золотой медалью «За воинскую доблесть».
Из представления к награде:

Accorso quale semplice partigiano nelle file di una Brigata Garibaldina, raggiungeva, per valore dimostrato, il grado di comandante di distaccamento. Coraggioso fino alla temerità e sorretto da ardente fede anche nei più difficili momenti, mai vacillò innanzi al pericolo e, dopo avere strenuamente sostenuto per 18 giorni la cruenta pressione di un poderoso rastrellamento tedesco, cadeva nelle mani del nemico. Sottoposto a rapido giudizio, manteneva il più fiero contegno e, sdegnosamente rifiutando di avere salva la vita a prezzo di vile tradimento, affrontava con la serenità degli eroi il plotone di esecuzione offrendo il petto al piombo nemico che troncava la sua balda giovinezza.
Cantiano (Pesaro), 17 maggio 1944.

## Награды
- Золотая медаль «За воинскую доблесть» (1944, посмертно)

## Память
В честь Франческо Тумиати назван проспект в Ферраре.